# Islandia
Islandia è un'area non incorporata della Florida, negli Stati Uniti d'America.
Occupa Elliott Key, l'isola più settentrionale dell'arcipelago delle Florida Keys e dal 1960 è stata una municipalità della Contea di Miami-Dade; il 16 marzo 2012, però, venne abrogata.
Secondo le stime del 2010, la città ha una popolazione di 46.789 abitanti su una superficie di 5,30 km².